# Zequinha de Abreu
Zequinha de Abreu (19 de setembre de 1880 - 22 de gener de 1935) va ser un compositor i instrumentista brasiler. A més del piano tocava la flauta, el clarinet i el requint. És l'autor de Tico-tico no fubá, una de les músiques brasileres més enregistrades en el món.
Zequinha de Abreu va néixer a Santa Rita do Passa Quatro, en l'Estat de São Paulo. Va ser un nen prodigi de la música i durant els estudis primaris va organitzar una banda de música a l'escola. El 1894 va entrar en el seminari de São Paulo on va estudiar harmonia, i el 1896 va tornar cap a Santa Rita per treballar a la farmàcia del seu pare.
Va començar a fer les seves primeres composicions, com Flor de la Carretera i Bafo de Onza, i el 1897 va organitzar una nova banda amb la que feia espectacles per l'interior de São Paulo. El 1917 va crear Tico-Tico Fubá (Tico-tico en la farina), que seia la seva composició més famosa, divulgada als Estats Units els anys 40 per Carmen Miranda.
Va marxar cap a São Paulo (1919), per a treballar com a pianista demostrador de la Casa Beethoven, especialitzada en la venda de partitures i instruments musicals. Va tocar en sales de ball i cabarets i va divulgar les seves músiques per les cases de les famílies més riques, i així aprofitar per vendre partitures. El 1933 va fundar la banda Zequinha de Abreu i va morir dos anys després, el 22 de gener de 1935 a São Paulo. Disset anys després, la Companyia Vera Cruz va produir la pel·lícula Tico-Tico Fubá, basada en la seva vida., musica que popularitzaria Xavier Cugat i la seva orquestra per la Walt Disney Company.